# Stor-Tjärnmyrtjärnen (Bjurholms socken, Västerbotten)
Stor-Tjärnmyrtjärnen är en sjö  i den del av Bjurholms kommun som ligger i Västerbotten. Den ingår i Hörnåns huvudavrinningsområde. Sjön har en area på 0,0234 kvadratkilometer och ligger 230,4 meter över havet.

## Delavrinningsområde
Stor-Tjärnmyrtjärnen ingår i det delavrinningsområde (710923-166813) som SMHI kallar för Inloppet i Stor-Armsjön. Medelhöjden är 240 meter över havet och ytan är 3,81 kvadratkilometer. Räknas de 3 avrinningsområdena uppströms in blir den ackumulerade arean 7,68 kvadratkilometer. Armsjöbäcken som avvattnar avrinningsområdet har biflödesordning 2, vilket innebär att vattnet flödar genom totalt 2 vattendrag innan det når havet efter 76 kilometer. Avrinningsområdet består mestadels av skog (81 procent). Avrinningsområdet har 0,61 kvadratkilometer vattenytor vilket ger det en sjöprocent på 15,5 procent.